# Nire Kagenori

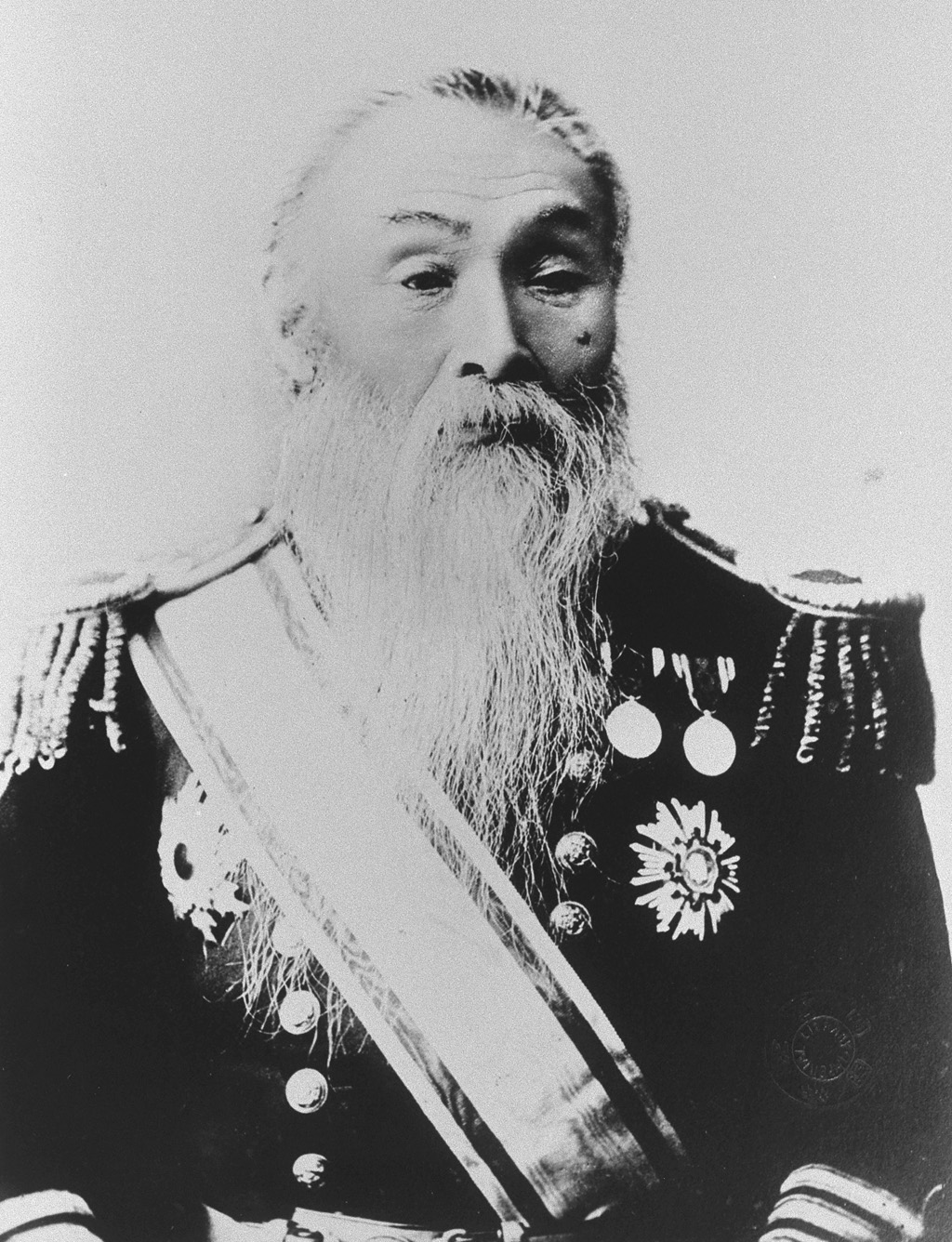
Nire Kagenori

Vizegraf Nire Kagenori (jap. 仁礼 景範; * 24. Februar 1831 in Satsuma, heute: Präfektur Kagoshima; † 22. November 1900) war ein japanischer Vizeadmiral der Kaiserlichen Marine, der unter anderem zwischen 1892 und 1893 Marineminister war.

## Leben

### Militärische Ausbildung und Seeoffizier
Nire Kagenori, der von den Kagoshima-Samurai abstammte, begann 1867 ein Studium in den USA und trat am 7. September 1871 als Korvettenkapitän (Shōsa) in das Ministerium für militärische Angelegenheiten, ehe er am 8. März 1872 in das neu gegründete Marineministerium wechselte. Dort war er seit April 1872 zunächst Mitarbeiter im Referat Instandhaltung der Abteilung Rechnungswesen sowie seit November 1872 sowohl im Büro des Marineministers als auch im Hauptquartier der Admiralität der Kaiserlich Japanischen Marine. Am 18. Juni 1873 wurde er stellvertretender Direktor im Marineministerium und dann am 11. Oktober 1873 für eine Seeverwendung an Bord der Fregatte Kasuga versetzt. Anschließend fand er seit dem 5. Juni 1874 Verwendung im Kommando der Marinesoldaten, wo er am 12. Juni 1874 zum Kapitän zur See (Daisa) und stellvertretenden Direktor befördert wurde. Nach einer kurzzeitigen Verwendung erneuten Verwendung als stellvertretender Direktor im Marineministerium von September bis Oktober 1874 wurde er am 23. Oktober 1874 an Bord der Takao-maru versetzt. 
Kurz nachdem Japan von westlichen Mächten gezwungen wurde, sich zu öffnen, tat Japan dies wiederum in Korea: Im Jahr 1875 schickten sie ein Kriegsschiff, welches bei Busan und Ganghwado westlich von Seoul Vorfälle provozierte. Dadurch wurden die Koreaner 1876 gezwungen, durch den Ganghwado-Vertrag die Häfen von Incheon, Wŏnsan und Busan für japanische Händler zu öffnen. Daraufhin war Nire zwischen dem 23. Dezember 1875 und dem 30. März 1877 Marineresident in Busan. Nach seiner Rückkehr nach Japan fungierte er vom 30. März 1877 bis 12. März 1878 als Direktor der Außenstelle des Marineministeriums in Nagasaki und danach zwischen dem 12. März und dem 5. April 1878 als Direktor des Standortes Tōkai. 

### Aufstieg zum Vizeadmiral und Marineminister
Am 5. April 1878 wurde Nire Nachfolger von Kapitän zur See Itō Toshiyoshi als Direktor der Kaiserlich Japanischen Marineakademie (Kaigun Heigakkō) in Tsukiji und erhielt dort am 4. Februar 1880 seine Beförderung zum Konteradmiral (Shōshō). Nachdem er am 8. Dezember 1880 von seinem Amt als Kommandant der Marineakademie zurückgetreten war, war er zunächst ohne Verwendung beurlaubt und übernahm am 16. Juni 1881 zunächst den Posten als Oberkommandierender des Marinedistrikts Tōkai. Daneben wurde er im Personalunion am 16. Juni 1882 auch Direktor der Ingenieurakademie sowie des Weiteren am 31. Juli 1882 auch Kommandeur der Mittelflotte (Chū Kantai), ehe er ab dem 12. Oktober 1882 ausschließlich Kommandeur der Mittelflotte war. Am 21. Januar 1884 wechselte er wieder ins Marineministerium und war dort zunächst Leiter der Abteilung für Marineangelegenheiten sowie anschließend seit dem 13. Februar 1884 Chef der Marineoperationsstäbe. In der Folgezeit wurde er am 7. Juli 1885 als Vizegraf (Shishaku) in den Erbadel (Kazoku) erhoben, am 29. Juni 1885 zum Vizeadmiral (Chūjō) befördert sowie darüber hinaus am 4. Februar 1886 auch Mitglied des Admiralitätsausschusses. Er wurde daraufhin am 16. März 1886 Vizechef des Generalstabes für die Marineabteilung sowie am 14. Mai 1888 Chef des Marinestabes, ehe er am 8. März 1889 von Vizeadmiral Nakamuta Kuranosuke den Posten als Oberkommandierender des Marinedistrikts Yokosuka übernahm. Anschließend wurde er am 17. Juni 1891 Nachfolger von Vizeadmiral Hayashi Kiyoyasu als Direktor der Marinehochschule (Kaigun Daigakkō) und bekleidete diesen Posten bis zum 8. August 1892, woraufhin Vizeadmiral Nakamuta Kuranosuke am 12. Dezember 1892 seine Nachfolge antrat.
Nire selbst wurde bereits am 8. August 1892 von Premierminister Itō Hirobumi als Marineminister in dessen zweites Kabinett berufen und übte dieses Ministeramt bis zu seiner Ablösung durch Saigō Tsugumichi am 11. März 1893 aus. Als Marineminister setzte er sich insbesondere für die Verbesserung der Bewaffnung der Kaiserlichen Marine ein. Daraufhin schied er aus dem aktiven Militärdienst aus, wurde aber Mitglied des Geheimen Kronrates Sūmitsu-in, einem Gremium zur Beratung des Tennō.
Sein Grab befindet sich  auf dem Friedhof Aoyama in Minato, Tokio.
Seine Tochter Nire Haruko war die Ehefrau von Saitō Makoto, einem Admiral der Kaiserlichen Marine, der unter anderem zwischen 1906 und 1914 ebenfalls Marineminister, von 1919 bis 1927 sowie erneut von 1929 bis 1931 Generalgouverneur von Korea, zwischen Mai 1932 und Juli 1934 Premierminister sowie zugleich von Mai bis Juli 1932 Außenminister Japans war. Sein ältester Sohn Nire Keiichi fiel im Russisch-Japanischen Krieg als Abteilungsleiter auf dem Linienschiff Hatsuse. Sein dritter Sohn Nire Kageo war ein Entomologe, der sich insbesondere mit den Insekten auf der Koreanischen Halbinsel und Taiwan befasste.

## Hintergrundliteratur
- Trevor N. Dupuy: Encyclopedia of Military Biography, I B Tauris & Co Ltd., 1992, ISBN 1-85043-569-3.
- Andrew Cobbing: The Japanese Discovery of Victorian Britain: Early Travel Encounters in the Far West, RoutledgeCurzon, 1998, ISBN 1-873410-81-6.
- J. E. Hoare: Britain and Japan: Biographical Portraits, Band III, RoutledgeCurzon, 1999, ISBN 1-873410-89-1.
- J. Charles Schencking: Making Waves: Politics, Propaganda, And The Emergence Of The Imperial Japanese Navy, 1868-1922, Stanford University Press, 2005, ISBN 0-8047-4977-9.
- Nire Kagenori: 仁礼景範航米日記. (PDF) In: The annual research report. Kagoshima Prefectural College, 25. März 1985, abgerufen am 2. Januar 2017 (japanisch, Tagebuchaufzeichnungen Nires).